# Internationaler Delphischer Rat
Der Internationale Delphische Rat (The International Delphic Council – IDC) ist eine 1994 gegründete gemeinnützige NGO auf den Gebieten der kulturellen und politischen Bildung mit Sitz in Berlin-Pankow. Zentrales Ziel des IDC ist die Ausrichtung der Delphischen Spiele der Neuzeit nach dem Vorbild der antiken Pythischen Spiele von Delphi. Daneben ist das IDC aktiv in der lokalen, regionalen und europaweiten kulturellen Bildung. Die Delphischen Spiele, erweitert durch die Künste der Neuzeit, verstehen sich dabei als Forum für den friedlichen Dialog und als globale Bühne für die Begegnung der Künste und Kulturen.

## Historischer Bezug
Die Geschichte der Pythischen Spiele kann bis ins Jahr 582 v. Chr. zurückverfolgt werden, als künstlerischer Wettstreit, der von der Amphiktyonie in Delphi durchgeführt wurde mit dem Ziel der Stärkung und Bewahrung des Friedens. Die Amphiktyonie war ein Zusammenschluss 12 griechischer Städte auf religiös-kultureller Basis, der als antiker Vorläufer der Vereinten Nationen. Die Pythischen Spiele fanden traditionell am Fuß des Berges Parnass in Delphi zu Ehren des griechischen Gottes Apollon statt. 394 n. Chr. wurden die pythischen Spiele durch den römischen Kaiser Theodosius I. im Zuge der Christianisierung verboten. Ab 1927 lancierte der griechische Dichter und Begründer der „Delphischen Idee“ (Δελφική Ιδέα), Angelos Sikelianos (1884–1951), eine Neuauflage der Pythischen Spiele, die 1927 und 1930 in Delphi ausgetragen wurden.

## Gründung des IDC
Die Initiative geht auf die Münchener Arbeitsgruppe „Musica Magna“ (ab 1983 „Musica Magna International“), deren Präsident Christian Kirsch (Deutschland) ab Mitte der 1980er Jahre, unterstützt durch den UNESCO Generaldirektor Federico Mayor Zaragoza, eine Wiederbelebung der Delphischen Idee anstrebte.

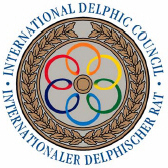
Wappen des Internationalen Delphischen Rates mit Sitz in Berlin

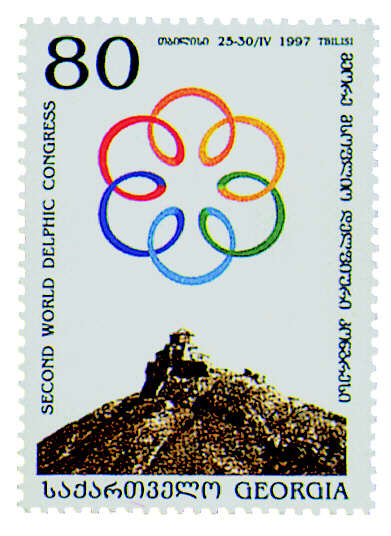
Briefmarke zum Delphischen Weltkongress in Tiflis 1997. Die Briefmarke zeigt das Emblem der Internationalen Delphischen Bewegung und das georgische Kloster Dschwari

Die Institutionalisierung erfolgte 1994, 100 Jahre nach der Wiederbelebung der antiken Olympischen Spiele auf dem Gründungskongress des IDC im Berliner Schloss Schönhausen durch Vertreter aus 20 Ländern. Als Ziele wurden kultureller Dialog, globaler künstlerischer Wettstreit, kulturelle und soziokulturelle Bildung, Bewahrung des kulturellen Erbes und transkulturelle Verständigung festgelegt. Sitz des IDC ist Berlin. Erste Präsidentin des IDC-Vorstands (Amphiktyonie) war Ebun A. Oyagbola (Nigeria). Gegenwärtige Präsidentin ist Divina Bautista (Philippinen), Generalsekretär ist Christian Kirsch (Deutschland).

## Internationale Delphische Spiele
In Tiflis fanden 1997 die ersten Delphischen Jugendspiele mit 1700 Teilnehmern aus 16 Ländern unter der Schirmherrschaft des georgischen Präsidenten Eduard Schewardnadse, dem Generalsekretär des Europarates Daniel Tarschys und Federico Mayor Zaragoza statt. Die ersten regulären Delphischen Spiele der Neuzeit wurden ihrerseits 2000 in Moskau unter der Schirmherrschaft des Europarats und des russisch-orthodoxen Patriarchen Alexei II. abgehalten. Internationale Botschafter der Delphischen Spiele waren in den Folgejahren u. a. Nelson Mandela und Lothar de Maizière.

### Zeittafel der Internationalen Delphischen Spiele
| Jahr | Veranstaltung                | Ort                       | Hauptthema                                                  |
| ---- | ---------------------------- | ------------------------- | ----------------------------------------------------------- |
| 1997 | I. Delphische Jugendspiele   | Tiflis                    | Ein traumhafter Tag                                         |
| 2000 | I. Delphische Spiele         | Moskau                    | Neues Jahrtausend                                           |
| 2003 | II. Delphische Jugendspiele  | Düsseldorf                | Kreativität & Frieden                                       |
| 2005 | II. Delphische Spiele        | Kuching / Malaysia        | Wiederbelebung gefährdeter Traditionen                      |
| 2007 | III. Delphische Jugendspiele | Baguio City / Philippinen | Brücken bauen mit Kunst & Kultur für unserer Kinder Zukunft |
| 2009 | III. Delphische Spiele       | Jeju-si / Südkorea        | Im Einklang mit der Natur                                   |
| 2011 | IV. Delphische Jugendspiele  | Johannesburg              | Provozieren, Erneuern, Inspirieren                          |

Erste regionale Jugendspiele waren darüber hinaus in Georgien, Albanien und Russland durchgeführt worden; zwei Delphic Games Summits fanden 2013 in Athen und Delphi (,Inspired by the Roots') sowie 2016 in Delhi statt.

## Kulturelle Bildung
Seit 2016 engagiert sich das IDC verstärkt in der kulturellen Bildung. Kultur- und Bildungsprojekte und regelmäßige Diskussionsformate im Schloss Schönhausen verstehen dabei das zweigleisige interkulturelle und intergenerationelle Dialogprinzip als Präventionsmittel gegen Irredentismen und Spaltungsprozesse in modernen Gesellschaften im Sinne eines friedlichen Miteinanders in Europa und der Welt.

## IDC und NDC Russland
2004 trat das NDC Russland aus dem IDC aus und organisiert seitdem als ,Internationales Delphisches Komitee (IDC)‘ in Russland eigene Spiele. 2010 wurde die NGO DELPHIC COUNCIL SAINT-PETERSBURG ihrerseits russisches Mitglied im International Delphic Council.